# Steenisia
Steenisia  es un género con cinco especies de plantas con flores perteneciente a la familia de las rubiáceas. 
Es nativo de Borneo.

## Especies
- Steenisia borneensis (Valeton) Bakh.f. (1952).
- Steenisia corollina (Valeton) Bakh.f. (1952).
- Steenisia elata (Valeton) Bakh.f. (1952).
- Steenisia pleurocarpa (Airy Shaw) Bakh.f. (1952).
- Steenisia pterosepala (Airy Shaw) Bakh.f. (1952).